# Кулішенко Артем Русланович
Артем Русланович Кулішенко (нар. 15 квітня 1994, Одеса, Україна) — український футболіст, нападник аматорського клубу «Олімп» (Кирнички).

## Життєпис
Народився 15 квітня 1994 року в Одесі. У футбол починав грати в ДЮСШ-11 (Одеса). Перший тренер - Віталій Миколайович Гоцуляк. Надалі займався в СДЮШОР «Чорноморець».
У червні 2010 року став гравцем «Чорноморця». Грав за «Чорноморець-2» у другій лізі, потім в юнацькій і молодіжній командах. Взимку 2014 року проходив два збори з основною командою «моряків», потім був відданий в оренду в «Даугаву». У першому ж контрольному поєдинку за нову команду вже на 15-ій хвилині отримав важку травму, зламав ногу, через що вибув з ладу на тривалий термін. Взимку наступного року стало відомо, що Кулішенко отримав статус вільного агента і знаходиться в пошуках нового клубу. За словами Ігора Силантьєва, Кулішенко був «перспективний», у нього були всі передумови стати чудовим гравцем, але висока зарплата в юному віці сприяла порушень режиму, а не вдосконаленню на тренуваннях.
Перебуваючи в пошуках клубу, футболіст у квітні 2015 роки їздив на перегляд у португальську «Бенфіку», де два тижні тренувався з командою «Б». Влітку того ж року уклав контракт з друголіговим «Реал Фармою». У цій команді за півтора сезони зіграв 34 матчі, забив 11 м'ячів.
Взимку 2017 року проходив збори з першоліговим МФК «Миколаїв», після завершення яких уклав з клубом контракт. 26 квітня 2017 року Кулішенко зіграв за «Миколаїв» в півфіналі Кубка України проти київського «Динамо». Нападник вийшов на поле в стартовому складі і після перерви був замінений на Олександра Дударенка.